# Planckintensitet
Planckintensitet, betecknat {\displaystyle I_{\text{P}}}, är en intensitetsenhet och en av de härledda Planckenheterna, ett måttenhetssystem som bygger på naturliga enheter. Planckintensitet definieras som:
{\displaystyle I_{\text{P}}=\rho _{\text{P}}^{E}c={\frac {P_{\text{P}}}{l_{\text{P}}^{2}}}={\frac {c^{8}}{\hbar G^{2}}}}
där {\displaystyle G} är gravitationskonstanten, {\displaystyle \hbar } Diracs konstant och {\displaystyle c} ljusets hastighet i vakuum.
Dess värde är ungefär 1,38893 × 10122 W/m2.